# Eparchia krzemieńczucka
Eparchia krzemieńczucka – jedna z eparchii Ukraińskiego Kościoła Prawosławnego Patriarchatu Moskiewskiego, z siedzibą w Krzemieńczuku. Funkcję katedry pełni czasowo cerkiew Zaśnięcia Matki Bożej w Krzemieńczuku; trwa budowa soboru katedralnego św. Andrzeja w tym mieście. Obecnym ordynariuszem administratury jest metropolita Mikołaj (Kapustin).

Eparchia krzemieńczucka na tle podziału administracyjnego UKP PM

Powstała w 2007 na mocy decyzji Świętego Synodu Ukraińskiego Kościoła Prawosławnego Patriarchatu Moskiewskiego poprzez wydzielenie z eparchii połtawskiej.
Eparchia prowadzi dwa monastery: monaster Świętych Antoniego i Teodozjusza Pieczerskich w Dmitrowce (męski) oraz monaster Narodzenia Matki Bożej w Kozielszczynie (żeński).